# Cerro Chullpa Orkho
Cerro Chullpa Orkho är ett berg i Bolivia.   Det ligger i departementet Chuquisaca, i den centrala delen av landet, 20 km sydväst om huvudstaden Sucre. Toppen på Cerro Chullpa Orkho är 3 535 meter över havet. Cerro Chullpa Orkho ingår i Serranías de Maragua.
Terrängen runt Cerro Chullpa Orkho är huvudsakligen lite bergig. Runt Cerro Chullpa Orkho är det ganska glesbefolkat, med 25 invånare per kvadratkilometer.. Närmaste större samhälle är Sucre, 19,7 km nordost om Cerro Chullpa Orkho. 
Omgivningarna runt Cerro Chullpa Orkho är i huvudsak ett öppet busklandskap.